# ГЕС Бакару 1
ГЕС Бакару 1 — гідроелектростанція в Індонезії, на Південному півострові острова Сулавесі. Використовує ресурс із річки Мамасу, правої притоки Sungai Sadang, яка за 160 км на північ від Макасара впадає до Макасарської протоки (з'єднує Яванське море з морем Сулавесі). В майбутньому у цьому районі збираються спорудити другу станцію каскаду Бакару 2 з потужністю 126 МВт.
У межах проекту річку перекрили бетонною гравітаційною греблею Гаругу висотою 17 метрів та довжиною 123 метри. Вона утримує витягнуте по долині річки на 5 км водосховище з площею поверхні 2 км2 та первісним об'ємом 8,4 млн м3. Враховуючи припустиме коливання рівня води в операційному режимі між позначками 612 та 615 метрів НРМ, це забезпечувало корисний об'єм у 2 млн м3. Можливо відзначити, що за період до 2000 року більш ніж 70 % загального первісного об'єму резервуару виявилось заповненим осадом, після чого цей процес пригальмувався.
Від сховища через лівобережний гірський масив прокладено дериваційний тунель довжиною 6,5 км з діаметром 4,5 метра, який переходить у напірний водовід довжиною 1,7 км зі спадаючим діаметром від 4,4 до 3,4 метра (у підсумку розділяється на два діаметром по 1,6 метра). Крім того, в системі працює запобіжний балансувальний резервуар висотою 42 метри з діаметром від 10 до 18 метрів.
Основне обладнання станції становлять три турбіни типу Френсіс потужністю по 65,7 МВт, які при напорі у 322 метри забезпечують виробництво понад 1 млрд кВт-год електроенергії на рік.
Видача продукції відбувається по ЛЕП, розрахованій на роботу під напругою 150 кВ.